# Hypena schultzei
Hypena schultzei är en fjärilsart som beskrevs av Aurivillius 1925. Hypena schultzei ingår i släktet Hypena och familjen nattflyn. Inga underarter finns listade i Catalogue of Life.